# Селькупская письменность
Селькупская письменность — письменность селькупских языков. За время своего существования неоднократно реформировалась. В настоящее время селькупская письменность функционирует на кириллице. В истории селькупской письменности выделяется 4 этапа:
- конец XIX века — ранние опыты создания письменности на основе кириллицы (южноселькупский язык)
- 1931—1937 годы — письменность на основе латиницы (северноселькупский язык)
- 1937—1950-е годы — письменность на основе кириллицы (северноселькупский язык)
- с 1980-х годов — возобновление письменности на основе кириллицы (северноселькупский и южноселькупский языки).

## Первые опыты
До появления опытов письменности у разных групп селькупов известны лишь вырезавшися ими на дереве знаки для обозначения чисел (палочки — единицы, крестики — десятки, звёздочки — сотни), а также тамги, использовавшиеся в качестве подписи.
Впервые текст на одном из селькупских диалектов (перевод молитвы «Отче наш»), правда с большими искажениями, был опубликован Н. Витсеном в конце XVII века. В следующем столетии словарные списки селькупских слов были собраны и опубликованы Д. Мессершмидтом, Ф. Страленбергом, Г. Миллером и Ф. Желтухиным. В середине XIX века М. Кастрен составил первую грамматику селькупского языка. В этих трудах использовался как латинский, так и кириллический алфавиты.

## Северноселькупский язык
Название языка приведено по современной классификации.

### Латинизированный алфавит
В 1931 году в ходе процесса латинизации и создания письменностей для народов СССР был разработан селькупский латинизированный алфавит. По первоначальному проекту он имел следующий вид: A a, B в, Ç ç, D d, E e, Ə ə, G g, Ƣ ƣ, I i, J j, K k, L l, M m, N n, Ŋ ŋ, O o, Ɵ ɵ, P p, Q q, R r, S s, Ş ş, T t, U u, W w, Y y, Z z, Ʒ ʒ, Ь ь, Æ æ.
Однако в итоге был введён несколько изменённый вариант алфавита (его диалектной базой был выбран тазовский диалект, как имеющий наибольшее число носителей и наименее подвергнувшийся русскому влиянию):
| A a | Ā ā | B ʙ | Ç ç | D d | E e | Ə ə | Æ æ | F f | G g | H h | I i |
| Ь ь | J j | K k | L l | Ļ ļ | M m | N n | Ņ ņ | Ŋ ŋ | O o | Ɵ ɵ | P p |
| Q q | R r | S s | Ş ş | T t | Ţ ţ | U u | W w | Y y | Z z |     |     |

Буквы D d, F f, H h употреблялись только в заимствованиях. На этом алфавите был издан букварь «Ņarqь wəttь» (в нём вместо букв Ç ç и Ş ş использовались Ꞓ ꞓ и Ꞩ ꞩ) и другая учебная литература.

### Кириллица
В 1937 году селькупский алфавит, как и алфавиты всех остальных народов Севера, был переведён на кириллицу. Книгоиздание на этом алфавите началось в 1940 году. Первый кириллический букварь содержал все буквы русского алфавита, а также знаки аʼ, нг, оʼ, оа, уʼ, эʼ.
Следующее селькупское издание (букварь) увидело свет в 1953 году. Алфавит, приведённый в этом букваре, включает все буквы русского алфавита, а также знаки еʼ, кʼ, нʼ, уʼ
С середины 1950-х годов селькупская письменность перестала функционировать — не издавалась литература, было прекращено преподавание языка в школе. Единственным исключением стала публикация двух селькупских песен в сборнике «Северные россыпи» в 1962 году.
Возрождение селькупской письменности произошло в 1980-е годы. В 1986 году вышел новый селькупский букварь (на тазовском диалекте), за ним последовала и другая литература, возобновились преподавание селькупского языка в школах. В первом из изданных в 1980-е годы словаре использовался следующий алфавит: А а, Б б, В в, Г г, Д д, Е е, Ё ё, Ж ж, З з, И и, й, К к, Ӄ ӄ, Л л, М м, Н н, Ӈ ӈ, О о, Ө ө, П п, Р р, С с, Т т, У у, Ӱ ӱ, Ф ф, Х х, Ц ц, Ч ч, Ш ш, Щ щ, ъ, Ы ы, ь, Э э, Ю ю, Я я. Позднее в алфавит были дополнительно введены буквы Ӧ ӧ и Ә ә.
С начала 2000-х годов алфавит северноселькупского литературного языка дополнился буквами Ӓ ӓ и І і и принял следующий вид.:
| А а | Ӓ ӓ | Б б | В в | Г г | Д д | Е е | Ә ә | Ё ё | Ж ж | З з |
| И и | І і | Й й | К к | Ӄ ӄ | Л л | М м | Н н | Ӈ ӈ | O o | Ө ө |
| Ӧ ӧ | П п | Р р | С с | Т т | У у | Ӱ ӱ | Ф ф | Х х | Ц ц | Ч ч |
| Ш ш | Щ щ | Ъ ъ | Ы ы | Ь ь | Э э | Ю ю | Я я |     |     |     |

- Для обозначения долгих гласных используется горизонтальная черта над буквой (макрон).
- Буквы Б б, Г г, Д д, Ж ж, З з, Ф ф, Х х, Ц ц, Щ щ, Ъ ъ используются только в заимствованиях из русского языка[12].

## Южноселькупский язык
Название языка приведено по современной классификации. Диалекты перечислены по времени возникновения письменности.

### Чаинский диалект
Первой попыткой создания письменности для селькупских языков стал опыт Н. П. Григоровского. В 1879 году им был составлен селькупский букварь на чаинском диалекте «Азбука сю́ссогой гу́лани». В первой селькупской азбуке использовался русский алфавит (дореволюционная графика) без дополнительных символов. Помимо азбуки были изданы ещё три книги религиозного содержания. Как считается, среди селькупов данные книги хождения не имели.

### Шёшкупский (среднеобской, иванкинский) диалект

#### «Беседы об истинном Боге и истинной вере на наречии обских остяков»
В 1900 году ещё она книга религиозного содержания была переведена на среднеобской диалект (д. Иванкино) архиепископом Томским и Алтайским Макарием (Невским). Данная книга представляет собой прямой перевод с алтайского языка. В ней также использовался дореволюционный русский кириллический алфавит, но с добавлением букв Ӓӓ, Ӧӧ, Ӱӱ. Как книги Григоровского, так и издание Макария прошли для селькупов незамеченными, так как селькупы из-за искажений не узнавали в этих книгах родного языка.

#### Современная графика
В начале 1990-х годов лингвисты из лаборатории языков народов Сибирского Севера Томского педагогического института разработали графику для среднеобского диалекта южноселькупского языка. В 1993 году началось издание литературы на этом варианте алфавита и обучение ему в школе д. Иванкино.
С 1999 г. алфавит шёшкупского диалекта имеет следующий вид:
| А а | Б б | В в | Г г | Ӷ ӷ | Д д | Е е | Ё ё | Ж ж | Җ җ | З з |
| И и | И̇ и̇ | Й й | К к | Ӄ ӄ | Л л | М м | Н н | Ӈ ӈ | O o | Ӧ ӧ |
| П п | Р р | С с | Т т | У у | Ӱ ӱ | Ф ф | Х х | Ц ц | Ч ч | Ш ш |
| Щ щ | ъ   | Ы ы | ь   | Э э | Ӭ ӭ | Ю ю | Я я |     |     |     |

- Для обозначения долгих гласных используется горизонтальная черта над буквой (макрон).
- Факультативно также может использоваться буква Ӓӓ[21].

В более ранних изданиях (1993—1997) вместо буквы Җ җ используется диграф дж.

### Нарымский диалект

#### «Селькупский разговорник. Нарымский диалект»
В 1993 году венгерским исследователем Яношем Пустаи и томским исследователем Шимоном Купером был предложен алфавит и для нарымского диалекта южноселькупского языка. На этом алфавите вышел разговорник со словарём и грамматическим очерком. Алфавит имел следующий вид: а, ā, б, в, вь, г, ӷ, д, дь, дж, джь, е, ӓ, ё, ж, з, и, й, к, кв, қ, қв, л, ль, м, н, нь, ң, о, ō, ӧ, ȫ, п, р, с, т, тв, ть, тьв, у, ӯ, ӱ, ӱ̄, ф, х, хв, ҷ, ҷв, чь, чьв, ш, ы, э, э̄, ә, ә̄. Данная версия алфавита не получила распространения.

#### Выработка графики
В 1996 г. была выпущена книга для чтения «Сказки нарымских селькупов» на шёшкупском и нарымском диалектах. Для обоих диалектов была использована шёшкупская орфография в актуальном на то время варианте. В последующих изданиях графика модифицировалась в сторону отражения фонетики.

#### Современная графика
К концу 2010-х гг. графика нарымского диалекта устоялась, идёт процесс кодификации нарымской литературной нормы южноселькупского языка.
| А а | Ӓ ӓ | Б б | В в | Г г | Ӷ ӷ | Д д | Е е | Ё ё | Ж ж | Җ җ |
| З з | И и | И̇ и̇ | Й й | К к | Ӄ ӄ | Л л | М м | Н н | ӈ   | O o |
| Ӧ ӧ | П п | Р р | С с | Т т | У у | Ӱ ӱ | Ф ф | Х х | ӽ   | Ц ц |
| Ч ч | Ҷ ҷ | Ш ш | Щ щ | ъ   | Ы ы | ь   | Э э | Ю ю | Я я |     |

- Для обозначения долгих гласных используется горизонтальная черта над буквой (макрон).

- В многосложных словах принято ставить ударение. Ударение может не ставиться:

а) если существуют разные варианты постановки для одного слова (логе́ ~ ло́ге),
б) если нет уверенности в правильной постановке,
в) в стихотворных текстах при нарушении ударения ритмом,
г) если в слове есть долгий гласный (он всегда ударный).

### Кетский диалект
Орфография кетского диалекта была разработана на базе среднекетского говора финским исследователем Ярмо Алатало и применена в словаре 1998 года:
| А а | Ӓ ӓ | Б б | В в | Г г | Ӷ ӷ | Д д | Д́ д́ | Е е |
| Ё ё | Ж ж | Җ җ | З з | И и | Й й | К к | Ӄ ӄ | Л л |
| Л́ л́ | М м | Н н | Н́ н́ | Ӈ ӈ | O o | Ӧ ӧ | П п | Р р |
| С с | Т т | Т́ т́ | У у | Ӱ ӱ | Ф ф | Х х | Ц ц | Ч ч |
| Ш ш | Щ щ | Ъ ъ | Ы ы | Ӑ ӑ | Ь ь | Э э | Ю ю | Я я |

- Для обозначения долгих гласных используется горизонтальная черта над буквой (макрон).
- Символ акут (ударение) над согласными Д́ д́, Л́ л́, Н́ н́, Т́ т́ обозначает смягчение (палатализацию) согласного.
- Буквы Ж ж, Ф ф, Х х, Ц ц, Щ щ, Ъ ъ, Ю ю, Я я используются только в заимствованиях из русского языка.
- Буква Ӑ ӑ предложена для обозначения нейтрального звука (шва).

### Тюйкумский (молчановский) диалект
В 2023 г. томским исследователем из числа селькупов Григорием Костюченко был опубликован первый словарь тюйкумского диалекта. Орфография тюйкумского диалекта основана на правилах орфографии чумэлкупского (нарымского) диалекта южноселькупского языка.
| А а | Б б | В в | Г г | Д д | Е е | Ё ё | Ж ж | З з | И и   |
| Й й | К к | Л л | М м | Н н | O o | П п | Р р | С с | Т т   |
| У у | I i | Х х | Ш ш | Ы ы | Ь ь | Э э | Ю ю | Я я | НГ нг |

Буква Ii соответствует Ӱӱ в других диалектах, диграф НГнг соответствует Ӈӈ в других диалектах.

### Прочее
В 2005 г. в ТГПУ был выпущен общеюжноселькупский диалектный словарь с добавлением лексики из туруханского и елогуйского диалектов северноселькупского языка. Алфавит словаря совпадает с современным шёшкупским с добавлением буквы Ҙ ҙ, которая обозначает дифтонг /дз/, и буквы Ю̈ ю̈, которая обозначает звук /ӱ/ после мягкого (палатализованного) согласного.